# Victor Barguin
Victor Barguin, sieur de Montifray, de Bois-Garnier, de la Forest et de Vaufouinar, fut maire de Tours de 1538 à 1539.

## Biographie
Receveur général des aides et des tailles du Loudunois, trésorier général des filles de France et trésorier de la reine-mère Louise de Savoie, il est maire de Tours de 1538 à 1539.
Il épouse la fille du maire Jean Binet, Jeanne ou Anne.